# Micigliano
Micigliano település Olaszországban, Lazio régióban, Rieti megyében. Lakosainak száma 113 fő (2023. január 1.). Micigliano Borbona, Borgo Velino, Cantalice, Castel Sant'Angelo, Cittaducale, Leonessa, Rieti, Antrodoco és Posta községekkel határos.

## Népesség
A település lakossága az elmúlt években az alábbi módon változott:
| Lakosok száma | 131  | 133  | 113  |
|               | 2017 | 2018 | 2023 |